# Kostel svatého Filipa a Jakuba (Těchonice)
Kostel svatého Filipa a Jakuba v Těchonicích, které jsou částí města Nalžovské Hory, je farní kostel římskokatolické farnosti Těchonice. Památkově chráněn je celý areál včetně bývalého hřbitova s ohradní zdí s bránou a kamenným křížem.

## Historie
Původní kostel pocházel ze 13. století a byl postaven v raně gotickém slohu. Dochoval se z něj klenutý presbytář, který v současném kostele slouží jako sakristie; má dvě úzká okénka (střílny). Náhrobníky pocházejí ze 16. století.
Nový kostel byl postaven v 18. století v barokním slohu. Má jednu kostelní loď a pravoúhlý presbytář. Zařízení kostela je většinou novogotické. Horní část křtitelnice je středověká. Barokní krucifix a další litinový krucifix pocházejí z kaple nalžovskohorského zámku, odkud jsou i sochy svatého Petra a svatého Pavla. Barokní varhany pocházejí z 1. poloviny 18. století.